# Braggs lag

Bragg-diffraktion. Två strålar med lika våglängd och fas träffar en kristallyta och sprids av atomer i två olika atomplan. Den undre strålen rör sig en längre sträcka som motsvarar 2dsinθ. Konstruktiv interferens inträffar då denna längd är lika med ett heltal multiplicerat med strålningens våglängd.

Braggs lag postulerades av Lawrence Bragg och beskriver hur strålning sprids (böjs) och samverkar i en kristall. För att studera så kallad Bragg-diffraktion används röntgenstrålning eller partikelstrålning. När atomerna i en kristall sprider strålning kommer strålarna från kristallens atomplan (gitterplan) att samverka, antingen förstärkas i viss riktning eller försvagas i de riktningar som inte uppfyller Braggs lag. Det är i atomplanet kristallens atomer är i ordnad struktur och om då två parallella strålar sprids från två olika atomplan och skillnaden i väg för de två strålarna är ett helt antal våglängder uppkommer vad som benämns Bragg-diffraktion.
Matematiskt kan Bragg-diffraktion beskrivas som
{\displaystyle n\lambda =2d\sin \theta ,\!}
där n är ett heltal, λ är våglängden på den inkommande strålen, d är avståndet mellan atomplanen, sin är en trigonometrisk funktion, θ är vinkeln mellan den inkommande strålningen och atomplanet.
Diffraktion i det elektromagnetiska synliga området kan ses när ljuset från ett lysrör (urladdningsrör med kvicksilverånga) betraktas via en CD- eller DVD-skiva. Lysröret innehåller ljus med förhöjd intensitet för vissa våglängder vilket gör att det via skivan syns en violett, en blå, en grön och en (oftast svag)  gul bild av lysröret (samt en röd bild som härrör från lampans lysämne). Dessa bilder följer Braggs lag där d=avståndet mellan de cirkelformade tätt liggande spåren i skivan. De färgade bilderna kan lätt särskiljas från spegelbilden (reflex) av lysrörslampan.